# 사슴고기

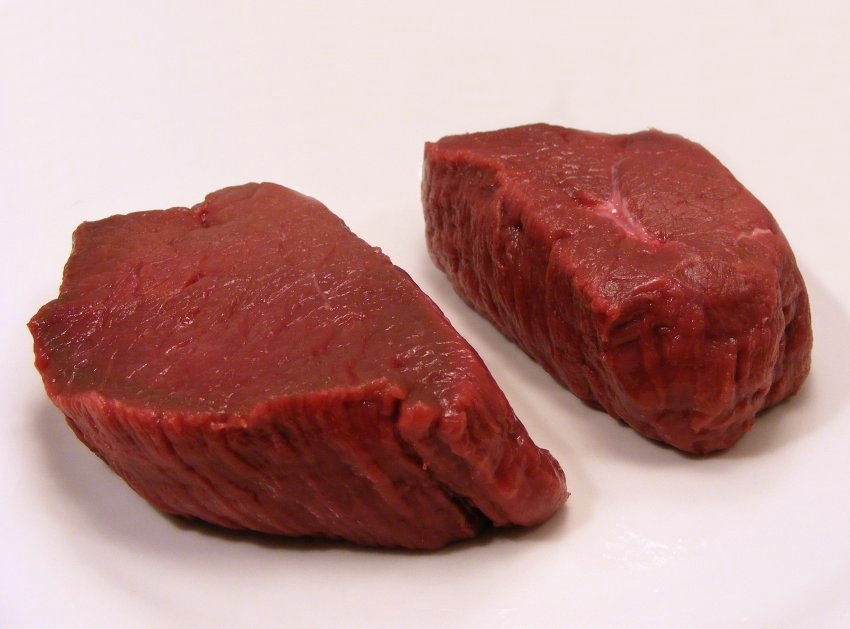
사슴고기

사슴고기는 사슴의 고기이며, 베니즌(venison)이라고도 한다. 현대적 개념의 사슴고기는 11세기 노르만 정복 당시에 영국 왕실에서 사슴을 사냥한 뒤 이를 먹던 것에서 비롯되었으며, 보통 사냥한 사슴을 대상으로 한 사냥감을 먹기 때문에 동물권에 대한 논란이 있다.

## 어원

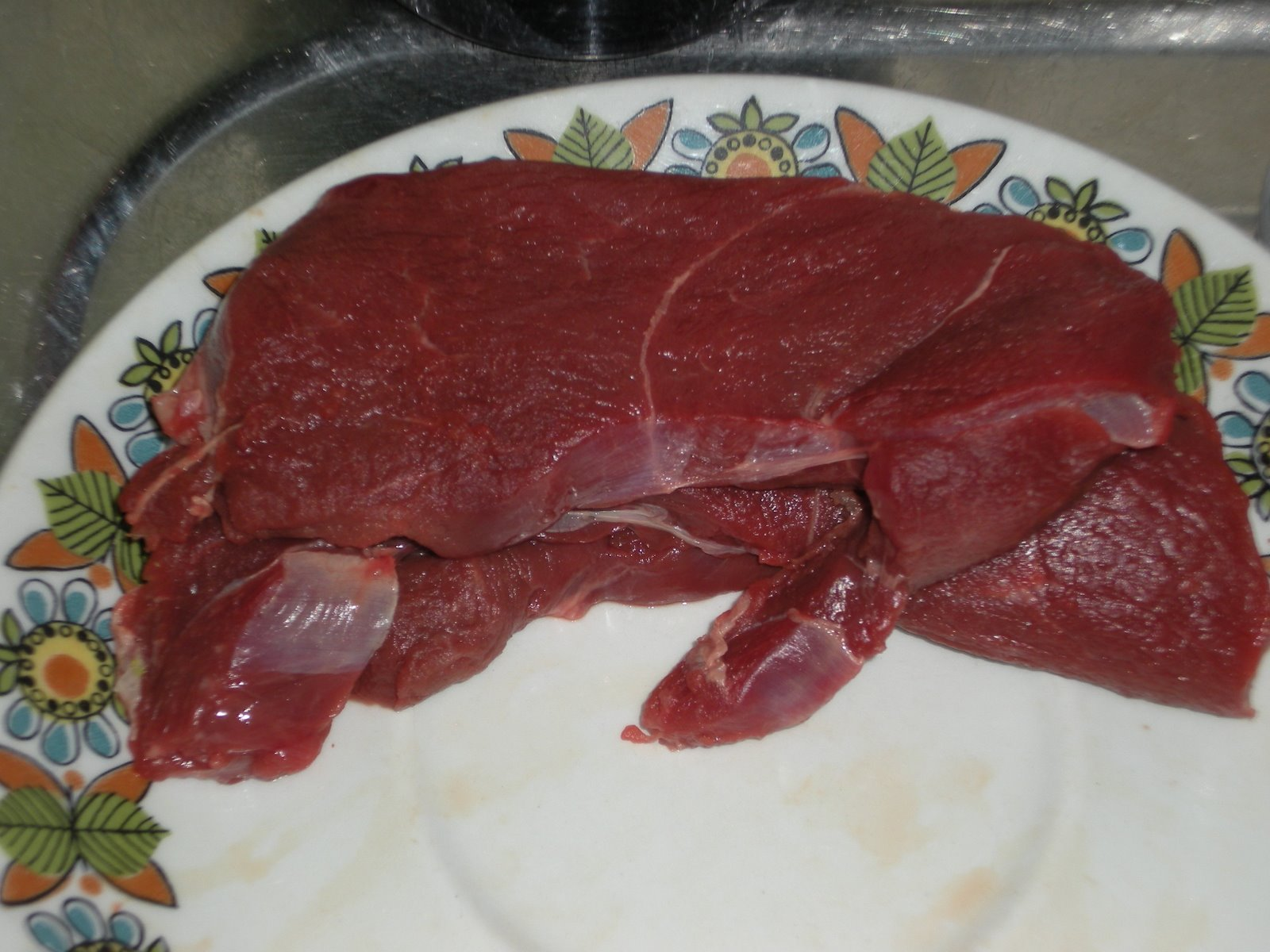
생 사슴고기 에스칼로프

이 단어는 venari라는 라틴어에서 유래했으며, 이는 '사냥하거나 추적하다'라는 의미를 지닌다. 이 용어는 11세기 노르만인의 잉글랜드 정복과 왕실 숲의 설립 이후, 노르만 프랑스어 venaison를 통해 영어로 유입되었다.

## 특성
사슴고기는 스테이크, 안심, 로스트, 소시지, 저키, 그리고 다진 고기로 먹을 수 있다. 쇠고기와 비슷한 풍미를 가지고 있다. 사슴고기 부위는 쇠고기 부위에 비해 섬유질이 더 곱고 지방이 적은 경향이 있다. 그러나 쇠고기처럼 지방이 적은 부위는 더 질기다. 사슴고기 버거는 일반적으로 너무 지방이 적어서 햄버거의 조리 시간, 질감, 맛과 동등하게 맞추기 위해 베이컨, 쇠고기, 올리브 오일 또는 치즈 형태의 지방을 추가해야 한다. 사슴의 내장 고기(오프알)도 먹을 수 있다. 전통적으로는 옴브레스(원래 중세 영어 옴브레스)라고 불렸다. 이는 사슴의 내장으로 만든 파이를 의미하는 "험블 파이"라는 문구의 유래라고 알려져 있다.

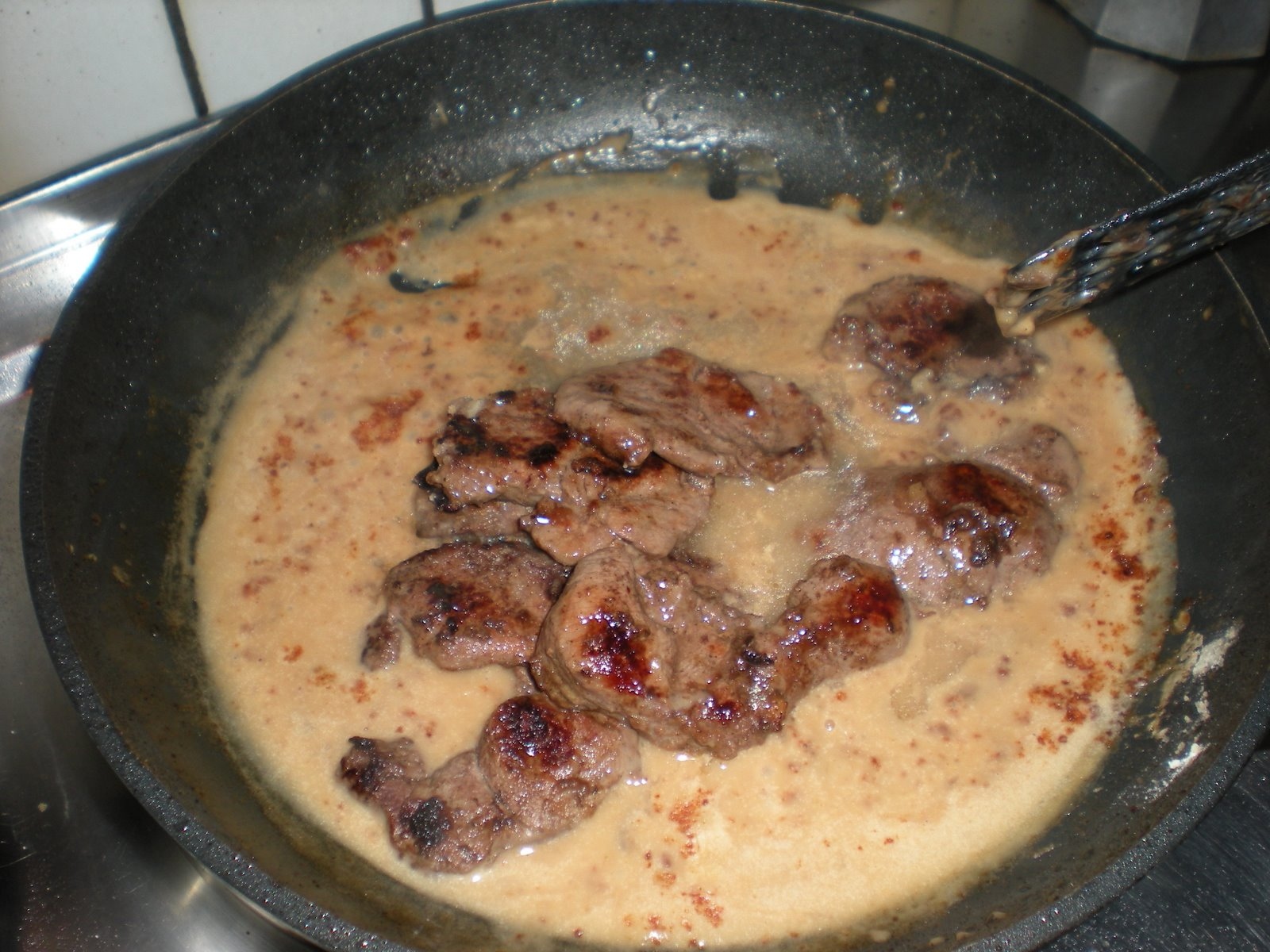
소스에 조리 중인 사슴고기 에스칼로프

## 건강
우리에 갇히거나 인공 호르몬을 주입받지 않고 풀과 야생 식물을 먹고 자란 건강한 사슴에서 올바르게 얻은 사슴고기는 인간에게 매우 건강한 고기이다. 사슴고기는 쇠고기, 돼지고기, 또는 양고기에 비해 수분과 단백질 함량이 높고, 아미노산 종류가 다양하며, 칼로리, 콜레스테롤, 지방이 낮다.
그러나 사슴들 사이에서 발생하는 전염성해면상뇌병증인 만성 소모성 질병(CWD)이 사슴고기 섭취를 통해 사슴에서 인간에게 전염될 수 있는지 여부가 알려져 있지 않기 때문에, CWD에 감염된 야생 사슴이 공급될 수 있는 것에 대 우려가 제기되어 왔다. 이 질병은 미국과 캐나다 서부의 사육 사슴에서 발견되었지만, 뉴질랜드는 자국 사슴 떼에서 이 질병을 확인하지 못했다.
미국 질병통제예방센터(CDC)에 따르면, 톡소포자충 기생충은 덜 익히거나 날 사슴고기를 섭취할 경우 인간에게 전염될 수 있는데, 이는 통고기의 경우 내부 온도가 145°F(63°C)에 도달하지 않거나 다진 사슴고기의 경우 160°F(74°C)에 도달하지 않은 경우이다. CDC는 또한 영하(0°F 또는 −18°C)의 온도에서 며칠 동안 고기를 얼리는 것이 톡소플라스마증 감염 가능성을 크게 줄일 수 있다고 말한다.
사슴을 사냥하려면 사냥하려는 살아있는 동물의 행동을 잠시 관찰하고, 병에 걸린 것처럼 보이거나 이상하게 행동하는 사슴은 쏘지 않아야 한다. 또한 잡은 사슴의 고기를 검사할 때 일반적인 예방 조치를 취하는 것이 좋다.

## 각국의 소비

### 체코 공화국
사슴고기(및 주로 멧돼지와 같은 다른 사냥감 고기)는 체코 전통 요리의 일부이며 흔히 먹히며, 특별식으로 간주되지 않는다. 사슴 구야시와 같은 요리는 종종 식당 메뉴에 오른다. 다양한 사슴고기(노루, 붉은 사슴, 다마사슴, 무플런) 및 기타 사냥감 고기는 도매업체에서 유통되는 정육사 가게에서 신선한 상태로 널리 구할 수 있으며, 테스코와 같은 대형 소매 체인에서도 kg당 약 200 CZK 또는 8 EUR로 쇠고기나 돼지고기와 비슷한 가격에 판매된다. 인기와 저렴한 가격에도 불구하고, 최근 몇 년간 사슴고기 생산량이 수요를 초과하여 종종 동물 사료 생산에 사용된다.

### 뉴질랜드
뉴질랜드는 야생 및 사육 사슴 개체수가 많아 사슴고기가 비교적 흔하다. 슈퍼마켓에서 널리 구할 수 있다.

### 영국
잉글랜드에서는 재산권을 보존하기 위해 제한되었다. 그 결과, 사슴고기의 소유 및 판매는 영국 법률에 따라 엄격하게 규제되었지만, 상점에서 쉽게 구할 수 있다.

### 미국
미국에서는 사슴고기가 미국 농무부 검사관의 검사를 먼저 받아야 하는 요건 때문에 소매점에서 덜 흔하다. 북미에는 사슴을 가공하는 도축장이 거의 없으며, 이 사슴고기의 대부분은 식당으로 향한다. 사슴이 침입종으로 간주되는 지역에서는 하와이주에서 액시스 사슴을 사냥하는 몰로카이 야생동물 관리(Molokai Wildlife Management) 및 마우이 누이 베니슨(Maui Nui Venison)과 같은 회사들이 USDA 인증 및 소매 판매를 결합한다. 미국에서 소매 판매되는 대부분의 사슴고기는 뉴질랜드와 태즈메이니아주에서 사육된 것이다. 일부 고급 전문 식료품점과 더 "자연적인" 고기에 중점을 둔 일부 체인에서 구할 수 있다. 비소매 사슴고기는 종종 사냥과 자체 가공 또는 소규모 고기 가공 시설에 가공을 위탁하는 방식으로 얻어지지만, 완성된 고기의 판매는 일반적으로 불법이다.
미국의 샌드위치 체인인 아비스는 2016년 10월 소셜 미디어를 통해 사슴고기 샌드위치를 시험할 예정이라는 소문이 퍼지면서 주목을 받았다. 아비스는 나중에 조지아, 미시간, 미네소타, 펜실베이니아, 테네시, 위스콘신(모두 주요 사슴 사냥 주)에 있는 17개 매장을 선정하여 해당 주의 사냥철 동안 4일간 사슴고기 샌드위치를 제공할 것이라고 확인했다. 호기심과 사냥꾼들의 높은 수요로 인해, 샌드위치는 시험 첫날 모든 시장에서 매진되었다.

## 같이 보기
- 사슴